# Екологічний рух в Україні
Екологічний (природоохоронний) рух в Україні — громадська активність значних мас людей, спрямована на захист екологічних прав громадян, а також на  охорону природи  України.

## Історія розвитку
Громадська екологічна діяльність в Україні має такі основні етапи розвитку.
- 1 етап (1900–1917) пов'язаний з появою в українському суспільстві ідей, пов'язаних з охороною пам'яток природи. Серед лідерів руху українські, польські, російські та румунські вчені-природознавці та громадські діячі —  В. І. Талієв,  О. О. Браунер, Г. О. Бризгалін,  П. П. Бузук,  Ф. Е. Фальц-Фейн,  Й. Пачоський,  М. Гушуляк, Я. Павліковський, М. Рациборський та ін.[1][3][4]. Рух на перших порах в основному складався з високоосвічених людей — вчених-природничників і багатих землевласників. Основними формами організації були товариства дослідників природи, які проводили інвентаризацію пам'яток природи, їх охорону, а також поширення природоохоронних знань. Наприклад, Харківське товариство любителів природи організувало в 1913 р. першу в  Російській імперії виставку охорони природи, повторену потім у  Києві[1]. Рух концентрував свою увагу на захисті наукових, патріотичних та етико-естетичних цінностей пам'яток природи. Методи роботи — лекції, виставки, видання природоохоронної літератури, заповідання пам'яток природи[1][3].
- 2 етап (початок 1920-х — початок 1930-х) характеризується активною участю у природоохороні значних мас населення країни. Разом з членами нечисленних природничо-наукових товариств питаннями охорони природи займалися краєзнавчі організації, Всеукраїнська спілка мисливців і рибалок, зоозахисні організації (Жіврас та інші), Юннатський рух[1][3]. Їх природоохоронна активність стосувалася створення заповідників і пам'яток природи, випуску природоохоронної пропаганди, викорінення випадків жорстокого поводження з тваринами, боротьби з браконьєрством, посадки дерев, облаштування штучних гніздівель для птахів. Серед лідерів руху українські, російські та польські вчені-природознавці та громадські діячі —  В. Г. Аверін,  І. І. Пузанов, О. Мріц, Ш. Вердак,  М. П. Акімов,  М. В. Шарлемань, Г. О. Кожевніков,  Ф. Ф. Шиллінгер,  О. А. Яната,  В. В. Станчинський, М. С. Шалит та ін.[1][3]. З політичних причин рух все більше набував прагматичний характер, акцентуючи увагу на охороні господарських цінностей природи. На початку 1930-х років громадський природоохоронний рух в Україні (за винятком Західної України, що не входила до СРСР), перестав існувати. Кожен третій з активістів був репресований, всі громадські організації (краєзнавчі, юннатські, мисливсько-рибальські та природничо-наукові) закриті[1][3][4]. Методи роботи — видання природоохоронної літератури, рейди по боротьбі з браконьєрством, Дні птахів, Дні лісу, виставки[1][3][4].
- 3 етап (кінець 1950-х — середина 1980-х) розпочався багато в чому завдяки впливу хрущовської відлиги, і став не скільки продовженням, а відродженням природоохоронного руху в Україні. Лідерами руху були відомі вчені — природознавці та письменники академіки  І. Г. Підоплічко,  П. С. Погребняк, професори  М. А. Воїнственський,  О. П. Корнєєв,  І. І. Пузанов, а також  М. Рильський та ін.[1][3][4] У 1946 р. було створено Українське товариство охорони природи, яке до початку 1960-х років перетворилося на потужну і авторитетну природоохоронну  громадську організацію, що мала своїх штатних співробітників у всіх областях України, видавала книги і журнали з охорони природи, а також організовуючи інвентаризацію вікових дерев та інших пам'яток природи[5][1]. На жаль, до кінця 1970-х років, товариство все більше стало забюрократизовуватися і грало по суті роль відділу зв'язків з громадськістю Державного комітету УРСР по охороні природи[1][4]. У середині 1970-х років в Україні почали з'являтися принципово нові природоохоронні організації — студентські природоохоронні дружини (ДОПи), що були незалежними від чиновників Українського товариства охорони природи і комсомольських структур. Вони займалися створенням заказників, боротьбою з браконьєрством, природоохоронною пропагандою[6]. В ідеології природоохоронного руху даного етапу переважали господарські, наукові, культурні цінності. Методи роботи — лекції, гуртки, виступи в газетах, семінари, рейди по боротьбі з браконьєрством, створення заказників, Дні птахів, Дні лісу[1][3][4].
- 4 етап (середина 1980-х — початок 2000-х) почався з горбачовської перебудови і вибухом на  Чорнобильській АЕС[7][8][9][10][1][11][12][3]. Він ознаменований найбільш масовою участю громадян України у вирішенні природоохоронних (з цього періоду вони все частіше стали іменуватися екологічними) проблем. На зміну Українському товариству охорони природи, яке не змогло через свою забюрократизованість очолити екологічний рух, прийшла Українська екологічна асоціація "Зелений світ", створена в 1988 р.[10] У 1991 р. в Україні була створена Партія зелених України, що увійшла на виборах в 1998 р. до Верховної Ради України[13]. Серед лідерів даного періоду можна назвати письменників і громадських діячів — письменника  Ю. М. Щербака, а також В. М. Кононова, Ю. І. Самойленка, Н. Преображенську, Л. Караванську та ін.[10][14][13] У цьому періоді активно стали створюватися і інші громадські екологічні організації — Національний екологічний центр України, Київський еколого-культурний центр, Печеніги та ін. На жаль, до початку 2000-х років Українська екологічна асоціація «Зелений світ» і Партія зелених України втратили свій вплив у суспільному екологічному русі України. Значний збиток екологічному руху завдала грантова політика зарубіжних фондів, в результаті якої деякі громадські екологічні організації перестали займатися екологічною діяльністю безкоштовно[15][16][2]. Низка громадських екологічних організацій страждала непрофесіоналізмом, конформізмом, кар'єризмом[15][16][2]. Відомий російський соціолог, професор О. Н. Яницький, описуючи екологічні громадські організації цього періоду, зазначив: «Журналізм, тяжіння до публіцистики, до оперування аргументами і фактами, отриманими на льоту, „зі слуху“ на численних зелених тусовках, так само як і небажання (а часто невміння) оперувати науковими поняттями і концепціями — давні хвороби розглянутого руху.»[2] В ідеології екологічного руху даного періоду переважали санітарно-гігієнічні, з охорони здоров'я, екологічні, господарські мотиви. Методи роботи — в основному протестні — пікети, демонстрації, а також виступи в ЗМІ та парламентська діяльність[10][13][14][15].
- 5 етап (початок 2000-х — 2013 р) характеризується деяким загасанням громадського екологічного руху[15]. Через припинення грантової підтримки перестали існувати багато громадських екологічних організацій. Значно зменшилася екологічна активність ЗМІ, населення в цілому менше стало цікавитися екологічними проблемами[15]. Разом з тим з кінця 2000-х років в екологічний рух України влилися створений у 2007–2008 рр. зоозахисний Рух, а також вегетаріанський екологічний Рух і нещодавно відтворений рух студентських природоохоронних дружин[15][3][17][18][19]. Для даного етапу руху характерна повна відсутність в ньому громадських мисливських організацій, а також відсутність у ньому відомих вчених, журналістів і письменників. Рух стає все більш професійним, і чільну роль починають відігравати сильні професійні громадські екологічні організації — «Екологія-право-людина», Печеніги, Асоціація зоозахисних організацій України, Громада рибалок України, Київський еколого-культурний центр, Всеукраїнська екологічна ліга, Національний екологічний центр України, Кримська республіканська асоціація «Екологія і світ» та ін. До нових небезпечних тенденцій даного періоду слід віднести систематичні побиття і вбивства активістів екологічного руху, а також цькування руху в деяких ЗМІ[20][21]. До масових акцій цього періоду, що проводяться екологічними організаціями, відносяться кампанії проти видобутку сланцевого газу в Україні, знищення бездомних собак в населених пунктах, використання фосфіду цинку, будівництва малих ГЕС у Карпатах, використання капканів та інших браконьєрських знарядь, проти регуляційних заходів та туризму в заповідниках, на захист дельфінів, ведмедів і вовків, операція "Першоцвіт", охорона вікових дерев[7][15][3][19][22]. Основний акцент сучасного етапу екологічного руху — захист і виживання людини і охорона дикої природи. Методи роботи — ведення судових справ, розробка та лобіювання природоохоронних законів, проведення довготривалих природоохоронних кампаній, організація пікетів, круглих столів, прес-конференцій, рейдів по боротьбі з браконьєрством, видання екологічної літератури (наприклад, Київський еколого-культурний центр видає «Гуманітарний екологічний журнал», Кримська республіканська асоціація «Екологія і світ» — журнал з такою ж назвою), виступи в ЗМІ, екотаж, створення заказників[7][15][22][3][19].

## Ресурси Інтернету
- Українські екологічні громадські організації
- Зелений тиждень в Україні  [Архівовано 21 лютого 2014 у Wayback Machine.]
- Знайомтесь — екологічний рух нині  [Архівовано 21 лютого 2014 у Wayback Machine.]
- Якименко О. Г. Громадський екологічний рух та його роль в соціалізації особистості
- Алексієвець М. Екологічний рух в Україні (історичний аспект)  [Архівовано 20 лютого 2014 у Wayback Machine.]
- Екологічний рух — світовий досвід та українські реалії  [Архівовано 20 лютого 2014 у Wayback Machine.]
- Вегетаріанський екологічний рух України
- Андрусевич А. Неурядові екологічні організації в Україні — проблеми становлення та розвитку  [Архівовано 20 липня 2013 у Wayback Machine.]
- Андрос О. Є. Екологістські рухи в сучасному політичному процесі: монографія. — Київ: Стилос, 2012. — 206 с. ISBN 978-966-2399-14-1 [23]